# James Finlayson (industriaș)

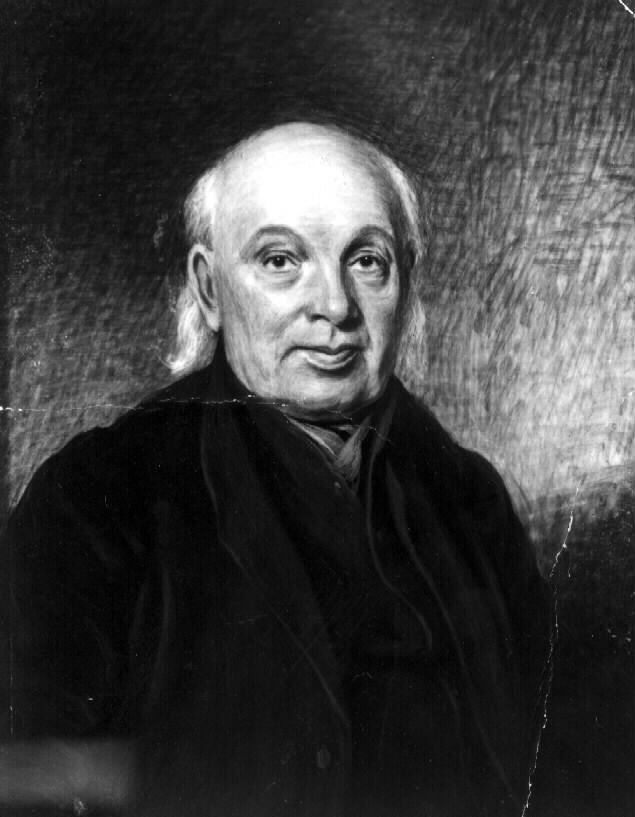
James Finlayson (1772-1852)

James Finlayson (1772-08-29? -?1852) a fost un quaker scoțian care a dat startul revoluției industriale în Tampere, Finlanda.
James Finlayson s-a născut probabil în 1772  la Glasgow, Scoția și a fost un misionar religios, filantrop și inginer autodidact. 
S-a mutat, în 1817, la St. Petersburg să inființeze o fabrică textilă, având ajutorul țarului Alexandru I al Rusiei.
În 1819 Finlayson a vizitat Marele Ducat al Finlandei, cu scopul de a vinde Biblii, ajungând și la Tampere. Anul urmator Finlayson a primit permisul Senatului Finlandei de a construi o fabrică la Tampere, care sa folosească energia hidraulică a râului Tammerkoski. 
Prima fabrică a fost terminată în 1823, cu ajutorul unui împrumut de la stat. 
A înființat și un orfelinat.
Finlayson a decedat fără urmași și e înhumat la Edinburgh, Scoția

## Finlayson & Compagnie
În 1836 Finlayson și-a vândut fabrica lui Georg Rauch și Karl Samuel Nottbeck cu condiția păstrării numelui. 
Noii proprietari au fost de acord și au fondat Finlayson & Compagnie. 
Compania s-a dezvoltat și a ajuns să fie cel mai mare angajator din Tampere, oferind în perioada de vârf peste 3000 de locuri de muncă.

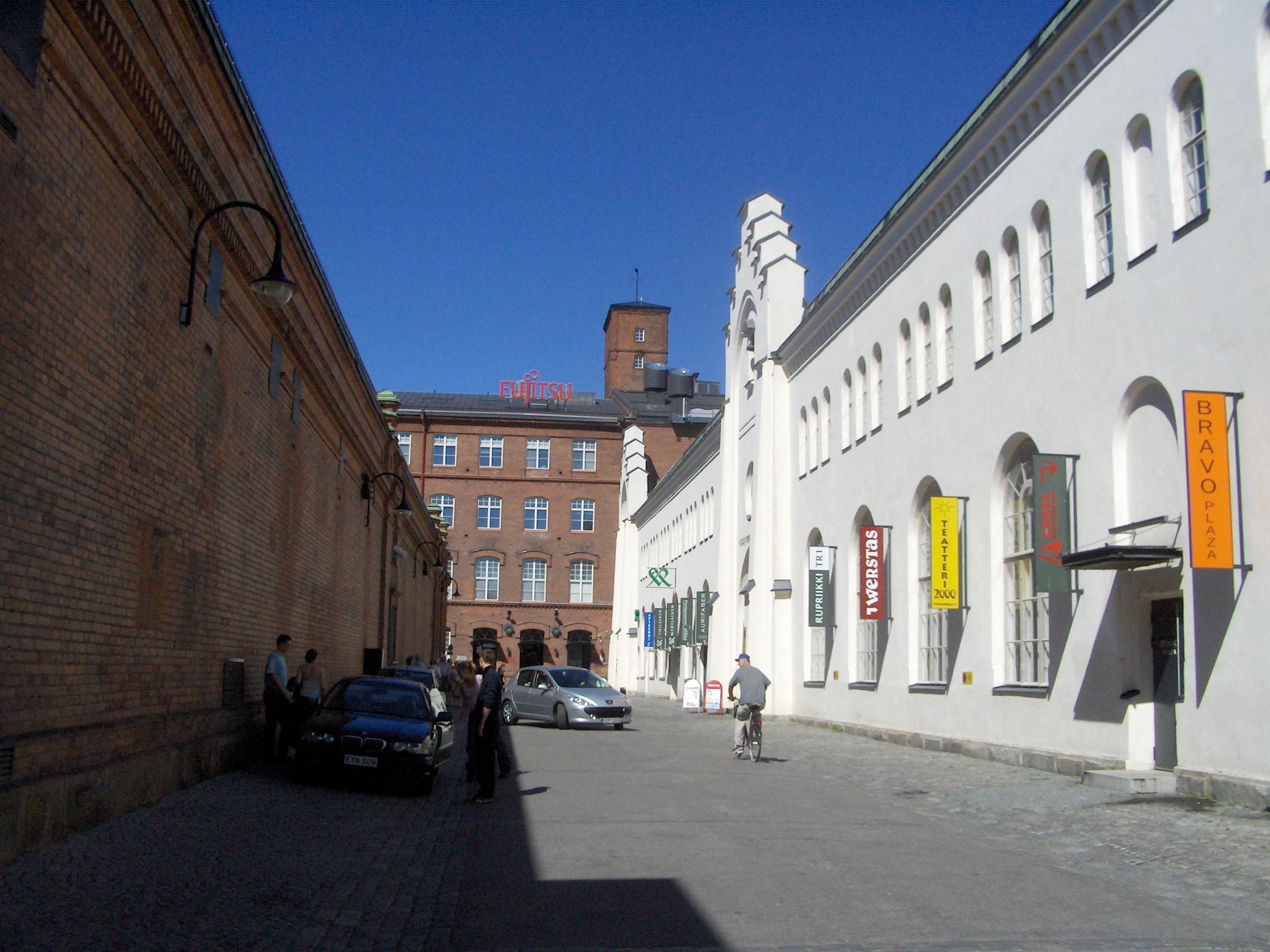
Intrarea în fosta ţesătorie Plevna

Țesătoria dată în funcțiune în 1877 era la momentul respectiv cea mai mare din Țările Nordice având 1 200 de războaie. A fost numită Plevna, după Asediul Plevnei, la care au luat parte și unități militare finlandeze.
Clădirea a fost prima din Finlanda și a patra din Europa care dispunea de iluminat electric (începând cu 15 martie 1882).

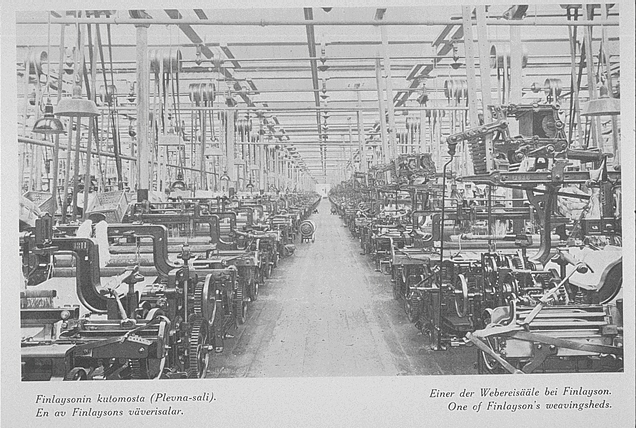
Ţesătoria Plevna în anul 1932

Finlayson & Compagnie și-a schimbat numele în Finlayson Oy și există și în prezent, producând textile de înaltă calitate.
În 1995 fabricile din centrul orașului Tampere au fost închise, spațiile de producție mutându-se în hale noi.
Vechile clădiri din cărămida roșie au fost convertite în spații comerciale și de petrecere a timpului liber.